# Cymbalaria pallida
Il ciombolino abruzzese (Cymbalaria pallida (Ten.) Wettst., 1891) è una pianta appartenente alla famiglia delle Plantaginacee.

## Etimologia
Cymbalaria deriva dal greco kymbalon (vaso concavo, cembalo), per le foglie concave.

## Descrizione
Pianta perenne, alta 5–15 cm, fusto breve, pubescente e prostrato-ascendente; foglie generalmente opposte, carnosette, a lamina reniforme, concava alla base, da semiglabra a peloso-ispida; margine debolmente lobato, spesso con lobi laterali mucronati; calice densamente villoso, con lobi arrotondati; corolla (larga 8–10 mm) violetto-lillacina; labbro inferiore con lobi ovati e verruca bianca soffusa di giallo e venata di viola; sperone cilindrico, lungo 10–12 mm. Fiorisce da giugno ad agosto.

## Distribuzione e habitat
Il ciombolino abruzzese è un endemismo dell'Italia centrale, diffuso nei principali gruppi montuosi, principalmente nell'Appennino abruzzese, nei brecciai compresi tra i 1400 e i 2600 m.